# Nathaniel Niles

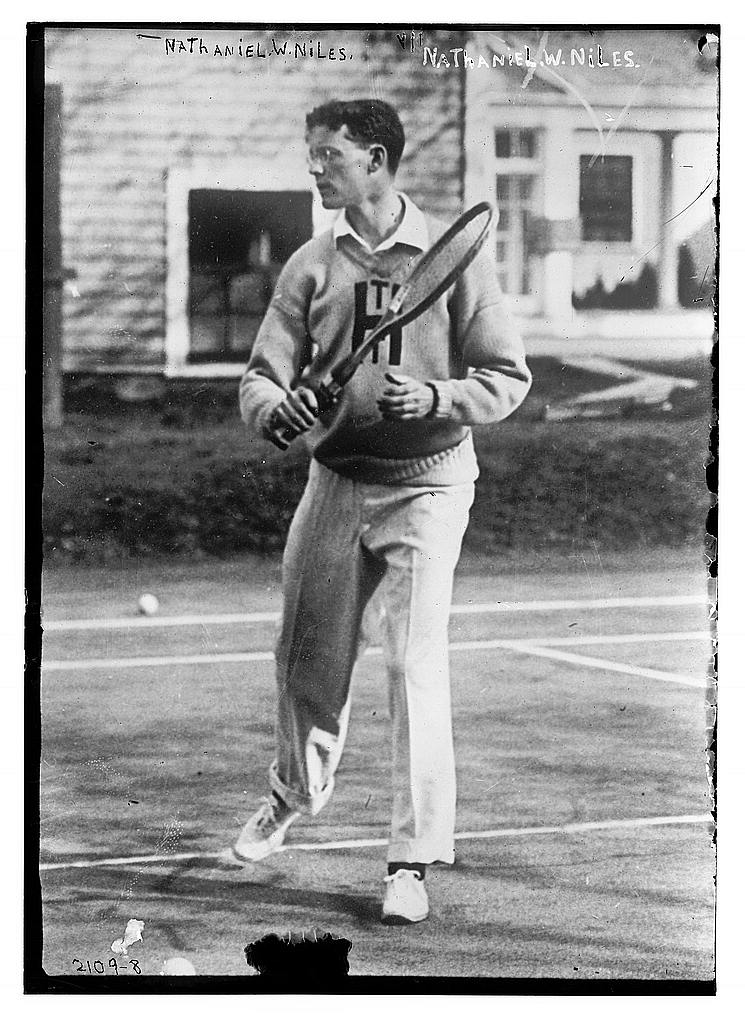
Nathaniel Niles.

Nathaniel William Niles, född 5 juli 1886 i Boston, Massachusetts, död 11 juli 1932 i Brookline, Massachusetts, var en amerikansk konståkare under 1920-talet. Han medverkade vid tre olympiska spel i singel herrar och i par, i Antwerpen 1920, i Chamonix 1924 och i Sankt Moritz 1928. Hans medtävlande i paråkning var Theresa Weld-Blanchard i alla tre spelen.